# NGC 5844
NGC 5844 é uma nebulosa planetária na direção da constelação de Triangulum Australe. O objeto foi descoberto pelo astrônomo John Herschel em 1835, usando um telescópio refletor com abertura de 18,6 polegadas. 